# Naoto Sawai
Naoto Sawai (澤井 直人 Sawai Naoto?, Chiba, 3 de abril de 1995) es un futbolista japonés que juega como centrocampista en el Criacao Shinjuku.

## Trayectoria

### Clubes
| Club                     | País    | Año       |
| ------------------------ | ------- | --------- |
| Tokyo Verdy              | Japón   | 2014-2020 |
| A. C. Ajaccio (préstamo) | Francia | 2018-2019 |
| Renofa Yamaguchi F. C.   | Japón   | 2021      |
| Criacao Shinjuku         | Japón   | 2022-     |